# Аброян, Измаил Артурович
Измаил Артурович Аброян (26.08.1933 - 01.03.2000) — советский и российский учёный в области взаимодействия ускоренных заряженных частиц с твёрдым телом, доктор физико-математических наук, профессор, заведующий кафедрой «Прикладная физика и оптика твёрдого тела» Санкт-Петербургского государственного технического университета (СПбГТУ).
Родился 26 августа 1933 года в Петрозаводске, вскоре переехал с родителями в Ленинград.
Окончил радиотехнический факультет Ленинградского политехнического института (1957) по специальности «Физическая электроника. Промышленная электроника».
Работал там же в ЛПИ/СПбГТУ сначала на кафедре «Физическая электроника»: ассистент (1957—1964), доцент (1964—1972), профессор (1972—1982). С 1982 года — профессор кафедры «Физика плазмы», с 1986 года — профессор, заведующий кафедрой «Физика диэлектриков и полимеров», которая с 1994 года стала называться кафедрой «Прикладная физика и оптика твердого тела». В 1981—1987 годах декан радиофизического факультета.
В 1963 году защитил кандидатскую («Вторичная эмиссия и изменение электрических свойств некоторых полупроводников под влиянием ионной бомбардировки»), в 1971 году — докторскую диссертацию:
- Взаимодействие заряженных частиц с монокристаллами полупроводников и диэлектриков : диссертация … доктора физико-математических наук : 01.00.00. — Ленинград, 1970. — 297 с. : ил.

В начале своей научной деятельности занимался исследованием ионно-электронной эмиссии полупроводников, щелочно-галоидных соединений и оксидных катодов. Ему удалось выяснить связь параметров, характеризующих это явление, с особенностями зонной структуры облучаемых объектов.
Следующий цикл исследований состоял в определении эффективности возбуждения электронной подсистемы полупроводников при облучении их ионами в диапазоне энергий 0,1-10 кэВ. Показал (совместно с В. А. Зборовским, 1962 г.), что генерация электронно-дырочных пар в полупроводниках довольно существенна даже для ионов с энергией на 1-2 порядка ниже, чем порог Зейтца.
В начале 1960-х гг. был участником открытия эффектов каналирования и блокировки при взаимодействии ускоренных ионов с монокристаллами, являлся одним из первых исследователей этих эффектов.
С конца 1960-х годов вместе со своими сотрудниками проводил фундаментальные исследования радиационного повреждения полупроводников при ионном облучении. В результате выявлены основные закономерности повреждения структуры полупроводников при их бомбардировке медленными ионами, при имплантации в них лёгких ионов средних энергий и поняты механизмы наблюдаемых эффектов.
По результатам своих научных исследований опубликовал более 150 работ, в том числе монографию и первый в СССР учебник по физическим основам электронной и ионной технологии (1984). Принимал участие в более 60 международных и всесоюзных конференциях и симпозиумах, на некоторых из них являлся председателем или членом программных и организационных комитетов. Членом советов РАН по проблемам «Физика плазмы» и «Радиационная физика твердого тела».
Предложил ввести новое направление подготовки специалистов — «Техническая физика», по которому в настоящее время проводится обучение студентов во многих вузах. Заместитель председателя научно-методического совета Министерства образования по этому направлению с момента его организации.
Сочинения:
- Физические основы электронной и ионной технологии : [Учеб. пособие для спец. электрон. техники вузов] / И. А. Аброян, А. Н. Андронов, А. И. Титов. — М. : Высш. шк., 1984. — 320 с. : ил.; 20 см;
- Диагностика поверхности с помощью ионных пучков [Текст] / Н. Н. Петров, И. А. Аброян ; М-во высш. и сред. спец. образования РСФСР. — Ленинград : Изд-во Ленингр. ун-та, 1977. — 160 с. : ил.; 21 см.
- Аброян И. А., "Влияние ионной бомбардировки на физические свойства полупроводников", УФН 104 15–50 (1971)
- И. А. Аброян, В. А. Зборовский, “Возбуждение электронов в германии ионами калия”, Докл. АН СССР, 144:3 (1962), 531–534